# King Lil G
Pour les articles homonymes, voir Gonzales.
King Lil G, de son vrai nom Álex Gonzales, né le 30 juillet 1986 à South Central, Los Angeles, est un rappeur américain. Il lance initialement sa carrière musicale sous le nom de Lil Gangster et signe au label PR Records, puis chez MIH Entertainment en 2014.

## Biographie
Gonzales est originaire d'Inglewood, en Californie, ville dans laquelle il a grandi et a été élevé seul par sa mère mexicaine. Durant sa jeunesse, Gonzales devient membre du eighteen street gang (18st), est jeté de son école, devient père pendant sa minorité et est emprisonné. Il lance le Sucio Movement, qu'il explique être « un mouvement positif pour la liberté et qui n'a pas peur d'accomplir des choses… »
Il lance initialement sa carrière musicale sous le nom de Lil Gangster et signe au label PR Records sous lequel il publie ses premières mixtapes Underground Chpt. 1, LA County’s Most Wanted et Hood Money. Il publie son premier album Blue Devil Part. 2 en 2011 sous le label Double 9 Records, ce même label qui publiera son album King Enemy en 2012. En mai 2013, le clip de la chanson Caviar and Champagne, composé avec Kurupt et de Dr. Zodiak, est publié. En 2014, il signe au label MIH Entertainment pour publier sa mixtape AK47 Boyz, qui contient les singles Hopeless Boy et Like That. Il y publie également la mixtape Lost in Smoke avec le single Welcome to LA (4,7 millions de vue sur YouTube).
King Lil G publie son album 90's Kid le 10 mars 2015, qui contient le single Grow Up (3,7 millions de vues), classé 16e des Billboard RnB Albums, troisième des Top Heatseekers, 15e des Top Independent Albums, et le 13e des Top Rap Albums. Le 10 juillet 2015, Lil G participe avec Immortal Technique à un concert au Regent Theater de Los Angeles. En août 2015, King Lil G publie le clip de sa chanson Ignorance. Réalisé par Reuben Colazo, le clip montre les divers problèmes que Gonzales a affronté durant sa jeunesse.
Le 25 mars 2016, il dévoile Cold Christmas, premier extrait de son prochain projet Lost in Smoke 2, qui sortira le 20 avril 2016. Les deux singles suivants, tous deux dévoilés le 8 avril 2016, sont Ando Tatuado, titre interprété en espagnol, et Dope en featuring avec Nipsey Hussle.

## Style musical
King Lil G possède un style très influencé par les rappeurs des années 1990, notamment Tupac Shakur. Il rend même hommage à Eazy-E, décédé en 1995, dans sa chanson nommée 9'6. King Lil G évoque souvent son enfance difficile parmi les gangs dans ses textes comme dans sa chanson Hopeless Boy.

## Discographie

### Albums
- 2011 : Blue Devil Part. 2
- 2012 : King Enemy
- 2013 : Lost in Smoke
- 2014 : AK47 Boyz
- 2015 : 90's Kid
- 2016 : Lost in Smoke 2
- 2017 : Blessed By God
- 2018 : Paint the City Blue
- 2019 : ‘’Eternal’’

### Mixtapes
- 2004 : LA County’s Most Wanted
- 2006 : Underground Chpt. 1
- 2008 : Blue Devil
- 2009 : Hood Money